# 博尼法蒂
博尼法蒂（義大利語：Bonifati），是意大利科森扎省的一个市镇。总面积33平方公里，人口3145人，人口密度95.3人/平方公里（2009年）。ISTAT代码为078019。